# Luhanske (Luhanske), Djankoi
Luhanske (în ucraineană Луганське) este localitatea de reședință a comunei Luhanske din raionul Djankoi, Republica Autonomă Crimeea, Ucraina.

## Demografie
Componența lingvistică a localității Luhanske
     Rusă (56,76%)
     Ucraineană (21,59%)
     Tătară crimeeană (18,07%)
     Alte limbi (0,69%)
Conform recensământului din 2001, majoritatea populației localității Luhanske era vorbitoare de rusă (56,76%), existând în minoritate și vorbitori de ucraineană (21,59%) și tătară crimeeană (18,07%).